# Ian Turbott
Ian Turbott (Whangarei, Nueva Zelanda, 9 de marzo de 1922-11 de agosto de 2016) fue un político, noble, abogado y comerciante neozelandés-australiano. Educado en Londres, Isabel II del Reino Unido le designó en 1958 Administrador de las Islas de Antigua y Barbuda, cargo que desempeñó hasta 1964. Entre 1964 y 1967 fue Administrador de Granada, cargo que pasó a llamarse en 1967 Gobernador, ocupándolo hasta 1968. Luego emigró hacia el territorio australiano, en donde ha trabajado en diferentes áreas del gobierno. Ha escrito algunos ensayos políticos, y hasta hace muy pocos años dictaba cátedra de Administración en University of Western Sydney.
| Predecesor: Alec Lovelace         | Administrador de Antigua y Barbuda 1958-1964 | Sucesor: Sir David James Gardiner Rose |
| Predecesor: Lionel Achille Pinard | Administrador de Granada 1964-1967           | Sucesor: Ian Turbott                   |
| Predecesor: Ian Turbott           | Gobernador de Granada 1967-1968              | Sucesor: Hilda Bynoe                   |